# Тимошенко, Владимир Иванович (учёный)
Влади́мир Ива́нович Тимоше́нко (10 октября 1938, Ростов-на-Дону) — советский и российский учёный, лауреат Государственной премии СССР в области науки (1985), действительный член Российской академии естественных наук (1991), Международной академии наук экологии, безопасности человека и природы (1997), заслуженный деятель науки и техники РФ (1991), доктор технических наук (1975), профессор (1978), заведующий кафедрой электрогидроакустики и медицинской техники ТРТИ/ТРТУ (1974—2004), вице-президент Российского акустического общества, президент арт-галереи «Piter». Почётный гражданин города Таганрога.

## Биография
Родился в Ростове-на-Дону 10 октября 1938 года.
В 1961 г. с отличием окончил ТРТИ (кафэдра РТЭ) и был направлен в целевую аспирантуру ЛЭТИ. С 1964, после окончания аспирантуры и защиты кандидатской диссертации, работает на кафедре электрогидроакустики и медицинской техники ТРТИ. В 1961—1975 гг. изучал динамику и кинетику акустической коагуляции и осаждения промышленных дымов и туманов, исследовал акустические течения, физические основы ультразвуковой технологии, акустическую голографию и др. С 1965 г. сформировал в ТРТИ научную школу по нелинейной гидроакустике. Результаты исследований явились основой создания параметрических гидролокаторов со сложными сигналами, рыбопоисковых станций, а также приборов для исследования океана, для экологии и медицины. Подготовил более 30 кандидатов и 3 доктора наук. Участвовал в научных экспедициях во всех океанах. Опубликовал около 400 научных работ, среди них 11 книг, две из которых изданы в Нью-Йорке (США).
Является вице-президентом Российского акустического общества и президентом Южного отделения РАО. С 1970 г. — член Французского и Американского акустических обществ. Член редколлегии серии «Библиотека инженера гидроакустика» издательства «Судостроение» (Санкт-Петербург), член редакционного совета журнала «Морская радиоэлектроника» (Санкт-Петербург), ответственный редактор «Гидроакустической энциклопедии».
В 1995 год у основал в ТРТУ художественную галерею «Piter» и является её бессменным президентом. Составитель и один из авторов книги «Искры озаренья» (1996). Написал книги «Хождение за океаны» (1990), «Богошествие в Царство Небесное» (1998), «К исходу» (2000).
Является главным редактором «Энциклопедии Таганрога».
В январе 2016 года во Дворце Алфераки состоялась презентация документального фильма «Парадоксы профессора с берегов Меотиды» (ГТРК «Дон-ТР», реж. Н. Седякина, О. Чернышова), посвященного В. И. Тимошенко.
Живёт и работает в Таганроге.

## Награды
Награждён орденом Дружбы народов, серебряной медалью им. П. Л. Капицы «Автору научного открытия», серебряной медалью им. Петра I «За заслуги в деле возрождения науки и экономики России» и др.